# Kallima sylla
Kallima sylla är en fjärilsart som beskrevs av Donovan 1798. Kallima sylla ingår i släktet Kallima och familjen praktfjärilar. Inga underarter finns listade i Catalogue of Life.